# Herztransplantation

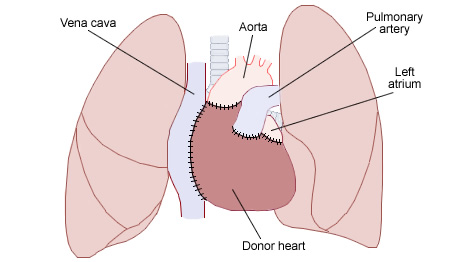
Prinzip der Herztransplantation: Das Spenderherz wird mit den Hohlvenen, der Lungenarterie und der Aorta verbunden.

Eine Herztransplantation (abgekürzt HTX) ist die Verpflanzung eines Herzens von einem Organspender zu einem Empfänger.

## Definition
Allgemein wird mit Herztransplantation die Organverpflanzung zwischen Menschen bezeichnet. Dabei wird das noch biologisch aktive Herz eines Organspenders einem Empfänger eingepflanzt. Die Feststellung des Hirntods wird von einem Ärztegremium getroffen, welches unabhängig vom transplantierenden Ärzteteam diese Diagnose stellt. Das Herz des Empfängers kann entweder entfernt (orthotopes Verfahren) oder im Körper belassen werden, um das Spenderherz zu unterstützen (heterotopes Verfahren).

## Immunsuppression
Da eine Abstoßungsreaktion in jedem Falle unterdrückt werden muss, ist die Notwendigkeit einer Immunsuppression lebenslang gegeben.
Hierzu ist die Beobachtung der Immunreaktion von entscheidender Bedeutung, so dient zum Beispiel die Echokardiografie (Ultraschall des Herzens) als maßgebliche Beurteilungsmethode. Jüngere Forschung zeigt, dass in einer Blutprobe die Menge freier DNA (außerhalb von Zellen befindliche DNA) des Spenderorgans ansteigt, bevor die Echokardiografie Aufschluss geben kann. Im Langzeitverlauf wird als immunsuppressive Therapie meist eine Kombination
von Steroiden, Azathioprin und Cyclosporin A, gegebenenfalls zusätzlich initial von lytischen Antikörpern gegen T-Lymphozyten, eingesetzt.

## Risiken
Eine Herztransplantation ist ein tiefgreifender und mit erheblichen Risiken behafteter Eingriff, dessen Nutzen genau abgewogen werden muss. Bei einer deutschlandweiten Studie wurde festgestellt, dass die Transplantation nur für Patienten mit hohem Risiko statistisch von Vorteil war.
Die notwendige immunsuppressive Therapie birgt das Risiko von Entzündungen, weil das Immunsystem hierbei stark beeinträchtigt wird.

## Kontraindikationen
Einige Patienten sind nicht für eine Herztransplantation geeignet, vor allem wenn sie noch unter anderen (nicht das Herz betreffenden) Kreislauf-Beschwerden leiden. Folgende Umstände können die Komplikationsrate während der Operation erhöhen:
- Nieren-, Lungen- oder Lebererkrankungen
- insulinabhängiger Diabetes mit anderen Organ-Dysfunktionen
- andere lebensbedrohende Krankheiten
- Gefäßerkrankungen der Hals- und Beinarterien
- erhöhter pulmonalvaskulärer Widerstand
- junge Thromboembolien
- Alter über 60 Jahre (verschiedene Angaben je nach Zentrum)
- Alkohol- oder Drogenmissbrauch

## Überlebensrate
Die 5-Jahres-Überlebensrate betrug 2008 70–80 %.

## Geschichte
Die erste tierexperimentelle Herztransplantation fand 1905 in Wien an einem Hund statt, dem durch Alexis Carrel ein Hundeherz in die Halsregion eingepflanzt wurde. Bei den folgenden Experimenten konnten die Herzen bis 21 Stunden schlagen, bevor sie – meist infolge der Ausbildung intrakavitärer Thrombosen – ihre Funktion einstellten. Im gleichen Jahr war in einer US-amerikanischen Zeitung zu lesen, dass ein Mann namens A. Durr zwei Herzen im Körper hatte und diese nach seinem Tode dem Meistbietenden verkaufen wolle. Angebote, bereits zu Lebzeiten eines der Herzen zu verkaufen, lehnte er hingegen ab. Die Methode Carrels wurde 1933 von Frank C. Mann und seinen Mitarbeitern an der Mayo-Klinik übernommen und verbessert, unter anderem, indem eine Durchblutung der Herzkranzgefäße des Spenderherzens als sogenannte „Viviperfusion“ durchgeführt wurde. Damit konnte ein transplantiertes Herz acht Tage überleben, bevor es durch Abstoßung oder Infektion seine Funktion einbüßte. Eine Forschergruppe um Demichow in Moskau erreichte 1959 im Tierversuch eine Überlebenszeit des intrathorakal eingepflanzten Spendertransplantats von 32 Tagen. Von Richard R. Lower und Norman E. Shumway wurde 1960 die orthotope Herztransplantation nach der Goldberg-Technik tierexperimentell ausgebaut.
Im Jahr 1964 verpflanzte James D. Hardy das Herz eines Schimpansen in einen komatösen Patienten, in dem es rund eine Stunde schlug. Die weltweit erste erfolgreiche kurative Herztransplantation am Menschen vollführte am 3. Dezember 1967 Christiaan Barnard im Groote Schuur Hospital in Kapstadt. Die gefäßchirurgische Ausführung der Herztransplantation entsprach der von Ernst Jeger (1884–1915), einem Schüler Alexis Carrels, 1913 in Die Chirurgie der Blutgefäße und des Herzens beschriebenen Technik. Inwieweit vor Barnards Operation außerdem der Assistent bei Transplantationen im Tierversuch Hamilton Naki involviert war, ist umstritten. In der Vergangenheit gab es einige Pressemitteilungen, die Naki eine entscheidende Rolle zuschreiben, die in der Apartheid wegen seiner Hautfarbe jedoch totgeschwiegen worden war. Allerdings mussten viele dieser Mitteilungen revidiert werden. Der Patient Louis Washkansky erlag jedoch 18 Tage nach der Operation einer Pneumonie. Der Eingriff löste ein immenses weltweites Medienecho mit teilweise sehr kontroversen Debatten aus. Washkansky wurde dabei fast ständig mit vollem Namen erwähnt – auch mit Spitznamen wie „Washy“ – und in früheren und aktuellen Bildern gezeigt. Der Medienhype veranlasste 1972 Eckart Roloff, in seiner Dissertation über die Presseberichterstattung zu Herzverpflanzungen von der „publizistischen Entdeckung des Patienten“ zu sprechen.
Nur drei Tage nach der ersten Herztransplantation von Barnard verpflanzte Adrian Kantrowitz ein Kinderherz am Maimonides Medical Center in Brooklyn, New York City. Die Operation scheiterte allerdings; das Kind starb kurz nach der Operation. Anfang 1968 transplantierte Norman E. Shumway an der Stanford University das zweite Herz in den USA. Christian Cabrol transplantierte am 27. April 1968 am Hôpital de la Salpêtrière das erste Herz in Europa. Der Patient Clovis Roblain starb allerdings nur gut drei Tage nach der Operation.
Weitere bekannte Personen mit den ersten Spenderherzen waren:
- Philip Blaiberg aus der Republik Südafrika wurde am 2. Januar 1968 als weltweit zweiter erwachsener Patient von Barnard operiert und starb im August 1969
- Robert McKee aus den USA im August 1968, starb im Mai 1970
- Louis Russel aus den USA erhielt zwei Transplantate, zuletzt am 24. August 1968
- Edward Falk aus den USA mit einer erstmals gleichzeitigen Transplantation des Herzens und zweier Lungenflügel bei einem Menschen am 15. September 1968 durch Denton Cooley. Falk starb sechs Tage nach der Operation.
- Leo Allan Boyd aus Kanada im November 1968, starb im März 1970

Von Dezember 1967 bis Anfang September 1970 wurden insgesamt 164 Herzen transplantiert. Bis zu diesem Zeitpunkt gab es noch 20 Überlebende. Die im November 1968 in Marseille durchgeführte zweite Herztransplantation in Frankreich war dabei lange Zeit die erfolgreichste: Emmanuel Vitria lebte danach 19 Jahre mit Spenderherz und starb 1987 im Alter von 67 Jahren.
1974 führte Barnard erstmals mit dem Patienten Ivan Taylor eine heterotope Herztransplantation (Heterotope HTx) durch, bei der das geschwächte Herz im Körper verbleibt und ein transplantiertes Herz auf dem bestehenden zur Entlastung aufliegt.
In der Bundesrepublik Deutschland wurde am 13. Februar 1969 durch den Chirurgen Rudolf Zenker in der Chirurgischen Universitätsklinik München an einem 36-jährigen Patienten die erste Herztransplantation durchgeführt. Der Patient starb aber 27 Stunden nach der Transplantation. Die erste Herztransplantation nach 1969 wurde erst wieder nach der Entwicklung des neuen Medikamentes mit dem Arzneistoff Ciclosporin am 7. Mai 1981 am Deutschen Herzzentrum München wiederaufgenommen und war erfolgreich. 1984 gab es in der Bundesrepublik Deutschland vier Herztransplantationszentren: Klinikum München-Großhadern (LMU), Deutsches Herzzentrum München (TU), Medizinische Hochschule Hannover und das Universitätsklinikum Hamburg-Eppendorf. In Berlin verpflanzten sowohl Roland Hetzer in West-Berlin als auch Helmut Wolff an der Charité in Ost-Berlin 1986/87 die ersten Herzen. In der Deutschen Demokratischen Republik folgten dieser ersten 37 weitere bis zur Wende.
Die erste Herztransplantation in der Schweiz fand am 14. April 1969 durch den Chirurgen Åke Senning am Kantonsspital Zürich statt. Die Transplantation des Herzens des 27-jährigen Albert Gautschi an den 54-jährigen Emil Hofmann war ob der ethischen und juristischen Korrektheit umstritten; Patient Hofmann starb 13 Wochen nach der Transplantation an einer Infektion. Weitere Herztransplantationen fanden in Folge in Lausanne und Genf, später in Bern und Basel statt. 1985 wurden die Transplantationen in Zürich durch Marko Turina wiederaufgenommen. Derzeit bestehen in der Schweiz die Transplantationszentren Lausanne/Genf, Bern und Zürich.
Die erste Herztransplantation in Österreich wurde am 12. Oktober 1983 im Universitätskrankenhaus Innsbruck durch ein von Raimund Margreiter und Franz Gschnitzer geleitetes Team an Josef Wimmer durchgeführt, einem Patienten mit ischämischer Kardiopathie. Wimmer erholte sich nach der Operation gut, starb aber 1986 nach einer zweiten Herztransplantation. Die erste Herzverpflanzung in Wien führten am 3. März 1984 Ernst Wolner und Axel Laczkovics durch. Ihr Patient starb eine Woche später an einer Pneumonie. Die erste Herzverpflanzung in Graz am 12. März 1984 leiteten Julius Kraft-Kinz und Bruno Rigler, wobei der Patient den Eingriff um acht Wochen überlebte. Der nächste Patient in Wien – ein 45-jähriger Mann mit dilativer Kardiomyopathie – wurde am 23. Oktober 1984 transplantiert und lebte danach noch drei Monate. Ein wesentlicher Mangel der Intensivstation des AKH Wien war laut Ernst Wolner damals das Fehlen eines Sterilraums, der beim Neubau beseitigt wurde.
Im Jahr 2004 wurden in 24 Kliniken in Deutschland insgesamt 398 Herzen verpflanzt. Eine Herztransplantation in Deutschland kostet etwa 170.000 Euro (Stand: 2012).
Durch die Entdeckung von Cyclosporin A – aus den norwegischen Schlauchpilzen Tolypocladium inflatum (Gams) und Cylindrocarpon lucidum (Booth), das 1978 erstmals von Roy Calne an der Cambridge University als Immunsuppressivum im Rahmen einer Transplantation eingesetzt wurde, konnten Abwehrreaktionen wirksam reduziert werden und die Anzahl der Herztransplantationen nahm seit 1981 stetig zu. Norman Shumway an der Stanford University erzielte mit ihm auch die ersten Langzeitergebnisse.
Am Klinikum München-Großhadern liefen im Jahr 2014 präklinische Versuche zur xenogenen (andersartige Spender nutzende) Herztransplantation, wobei etwa Affen Schweineherzen transplantiert bekommen.) Am 7. Januar 2022 führte der US-Amerikaner Bartley Griffith am University of Maryland Medical Center in Baltimore erstmals erfolgreich die Transplantation eines zuvor gentechnisch veränderten Herzens eines Schweines durch, welches David Bennett implantiert wurde.

## Anzahl von Herztransplantationen
| Jahr                  | Weltweit                                             |
| --------------------- | ---------------------------------------------------- |
| 1967                  | 2                                                    |
| 1968                  | 100                                                  |
| 1969                  | 53 (davon 1 in der BRD)                              |
| 1970                  | 30                                                   |
| 1971                  | 25                                                   |
| 1972                  | 30                                                   |
| 1973                  | 45                                                   |
| 1974                  | 40                                                   |
| 1975                  | 42                                                   |
| 1976                  | 42                                                   |
| 1977                  | 50                                                   |
| 1978                  | 83                                                   |
| 1979                  | 70                                                   |
| 1980                  | 100                                                  |
| 1981                  | 90 (davon 6 in der BRD)                              |
| 1982                  | 189 (davon 10 in der BRD)                            |
| 1983                  | 318 (davon 25 in der BRD)                            |
| 1984                  | 665 (davon 65 in der BRD)                            |
| 1985                  | 1182 (davon 73 in der BRD)                           |
| 1986                  | 2159 (davon mind. 1 in der DDR)                      |
| 1987                  | 2713                                                 |
| 1988                  | 3136                                                 |
| 1989                  | 3363                                                 |
| 1990                  | 4003 (davon ca. 450 in Deutschland)                  |
| 1991                  | 4171                                                 |
| 1992                  | 4203                                                 |
| 1993                  | 4364                                                 |
| 1994                  | 4429                                                 |
| 1995                  | 4396                                                 |
| 1996                  | 4263                                                 |
| 1997                  | 4199                                                 |
| 1998                  | 3864                                                 |
| 1999                  | 3581                                                 |
| 2000                  | 3433                                                 |
| 2001                  | 3390                                                 |
| 2002                  | 3283                                                 |
| 2003                  | 3226 (davon 394 in Deutschland und 62 in Österreich) |
| 2004                  | 3065 (davon 398 in Deutschland und 63 in Österreich) |
| 2005                  | 3185 (davon 394 in Deutschland und 55 in Österreich) |
| 2006                  | 3205 (davon 412 in Deutschland und 54 in Österreich) |
| 2007                  | 2345 (394 in Deutschland und 57 in Österreich)       |
| Jan. 2008 – Juni 2009 | 3284 (382 in Deutschland und 62 in Österreich)       |
| Jan. 2009 – Juni 2010 | 3608                                                 |

 Im Zeitraum 1967 bis 2000 führten  301 offizielle Zentren nach Angaben der International Society for Heart and Lung Transplantation mit Sitz in Addison (Texas) bis Ende 1999 weltweit 55.359 Herztransplantationen durch. Bis zum 30. Juni 2007 erhöhte sich die Zahl auf weltweit insgesamt 80.106 Herztransplantationen.

## Situation in Deutschland
Im Jahr 2020 wurden in Deutschland 339 Herzen transplantiert. Zum Stichtag, dem 31. Dezember 2020, standen 700 Patientinnen und Patienten auf der Warteliste für eine Herztransplantation. Im Laufe des Jahres 2020 meldeten Krankenhäuser 528 neue Patientinnen und Patienten, die ein Spenderherz benötigen.

## Herztransplantation bei Kindern
Bei manchen angeborenen Herzfehlern ist die Herztransplantation in schweren Fällen mitunter die einzige langfristig wirksame therapeutische Möglichkeit. 1985 fanden in den USA die ersten erfolgreichen Herztransplantationen bei Kleinkindern und Säuglingen statt. Seit 1988 gibt es diese Operationen auch in deutschen Kliniken. In überwiegender Mehrzahl können die operierten Kinder ein weitgehend normales Leben führen und sind körperlich belastbar. Da das transplantierte Herz aber ein latent abgestoßener Fremdkörper bleibt, ist es von verschiedenen Verlaufserkrankungen bedroht und muss gegebenenfalls später retransplantiert werden.
In den meisten Fällen ist das sogenannte Hypoplastische Linksherz-Syndrom als Operationsgrund gegeben, ferner ist die sogenannte dilatative Kardiomyopathie die zweithäufigste zugrundeliegende Erkrankung.
Die durchschnittliche Wartezeit für eine Herztransplantation bei kleineren Kindern beträgt in Deutschland etwa 180 bis 200 Tage (2006), hilfsweise wird diese bis zur Transplantation mit einem mechanischen Herzunterstützungssystem überbrückt. Im Jahre 2006 wurden in Deutschland acht Herztransplantationen bei Kindern durchgeführt. Alle betroffenen Kinder hatten die Dringlichkeitsstufe HU (High Urgency).
Die Sterblichkeit/Letalität liegt innerhalb der ersten vier Wochen nach einer Herztransplantation bei durchschnittlich fünf Prozent.

## Herztransplantationszentren in Deutschland
Folgende Einrichtungen gibt es:
- Deutsches Herzzentrum Berlin
- Deutsches Herzzentrum München (TU München)
- Herz- und Diabeteszentrum Nordrhein-Westfalen in Bad Oeynhausen
- Herzzentrum Leipzig, Helios-Klinikum
- Kerckhoff-Klinik, Bad Nauheim
- Ludwig-Maximilians-Universität München (LMU)
- Medizinische Hochschule Hannover
- Uniklinik Köln
- Universitätsklinikum Aachen
- Universitätsklinikum Carl Gustav Carus Dresden
- Universitätsklinikum des Saarlandes
- Universitätsklinikum Düsseldorf
- Universitätsklinikum Erlangen
- Universitätsklinikum Essen
- Universitätsklinikum Freiburg
- Universitätsklinikum Gießen und Marburg, Rhön-Klinikum, nur in Gießen wird transplantiert
- Universitätsklinikum Hamburg-Eppendorf
- Universitätsklinikum Heidelberg
- Universitätsklinikum Jena
- Universitätsklinikum Münster
- Universitätsklinikum Regensburg
- Universitätsklinikum Schleswig-Holstein, Campus Kiel
- Universitätsklinikum Würzburg
- Universitätsmedizin der Johannes Gutenberg-Universität Mainz
- Universitätsmedizin Göttingen

## Herztransplantationszentren in Österreich
In Österreich sind folgende Einrichtungen gelistet:
- Allgemeines Krankenhaus Wien
- Landeskrankenhaus Innsbruck
- LKH-Universitätsklinikum Graz (im Moment ausgesetzt)[41]

## Medien
- Hidden Heart (Das Herz des Anderen), deutsch-schweizerischer Dokumentarfilm von 2008 über die erste Herztransplantation im Jahre 1967, Länge: 97 min.[12]
- Hidden Heart bei IMDb
- Live-Aufnahmen einer Herztransplantations-OP im September 2007 im Montefiore-Einstein-Herzzentrum in New York: or-live.com (englisch)

## Studien
- Transplantationsergebnisse: In einer kollektiven Studie (Collaborative Transplant Study) werden die Ergebnisse aus 400 Transplantationszentren in 45 Ländern zur Transplantation von Niere, Herz, Lunge, Leber und Bauchspeicheldrüse zusammengefasst und ständig aktualisiert.
- Über die Psychosomatik des Herzens forschte Wolfgang Albert. Er untersuchte unter anderem 126 herztransplantierte Patienten im Langzeitverlauf. Über seine Forschungsergebnisse berichtete er zusammenfassend und in allgemeinverständlicher Sprache in einem 2019 in der Zeitschrift GEO veröffentlichten Interview. Siehe: Psychosomatik des Herzens